# Oost-Indische kers
De Oost-Indische kers (Tropaeolum majus) is een eenjarige, kruipende en soms klimmende, kruidachtige plant uit de familie Tropaeolaceae.
De gladde, grauwgroene bladeren herinneren aan een wapenschild. Dat heeft aan de naamgeving bijgedragen, want de botanische naam Tropaeolum is afgeleid van het Latijnse woord "tropaeum", waarmee een met wapens behangen boom als een teken van de overwinning werd aangeduid.
De plant komt oorspronkelijk uit het Andesgebied van Peru en Bolivia en gold al bij de Inca's als geneeskrachtige plant. De botanicus William Lobb van Veitch and Sons bracht hem in 1845 mee uit Chili en schonk hem aan koningin Victoria.

## Toepassingen
Bloemen, bladeren en zaden zijn eetbaar en doen met hun scherpe smaak denken aan mierikswortel. De Oost-Indische kers wordt ook wel tot de specerijen gerekend. De bladeren kunnen ingezouten worden en de bloemknoppen en groene vruchten kunnen worden gemarineerd.

## Botanischebijzonderheden
De Oost-Indische kers trekt bladluis aan, evenals de rups van het klein- en groot koolwitje, waardoor deze plant goed ingezet kan worden om de luizen en rupsen weg te houden van andere planten of groenten, zoals groene savooiekool.
Een verwante soort is de knolcapucien (Tropaeolum tuberosum), die als voedselgewas vooral in Zuid-Amerika wordt gegeten.

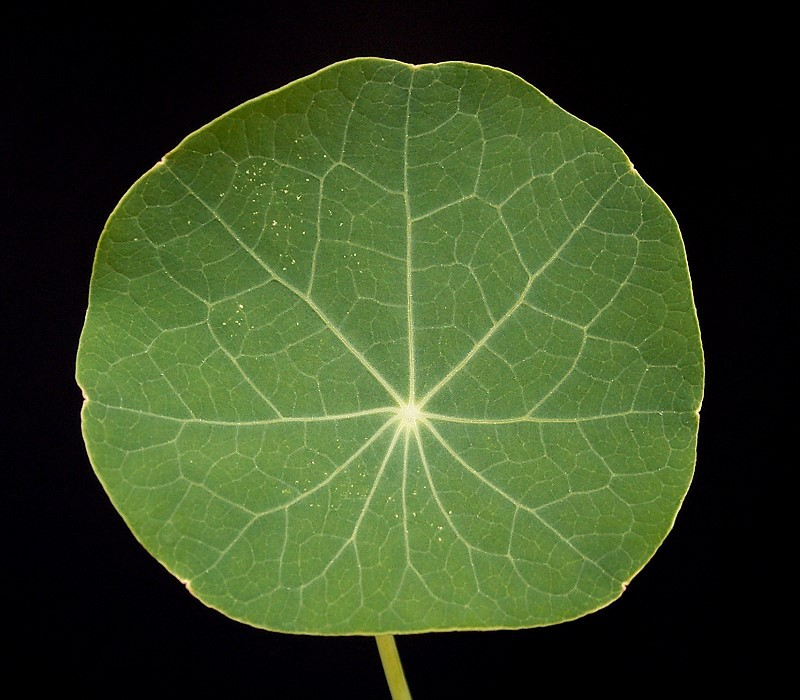
Blad
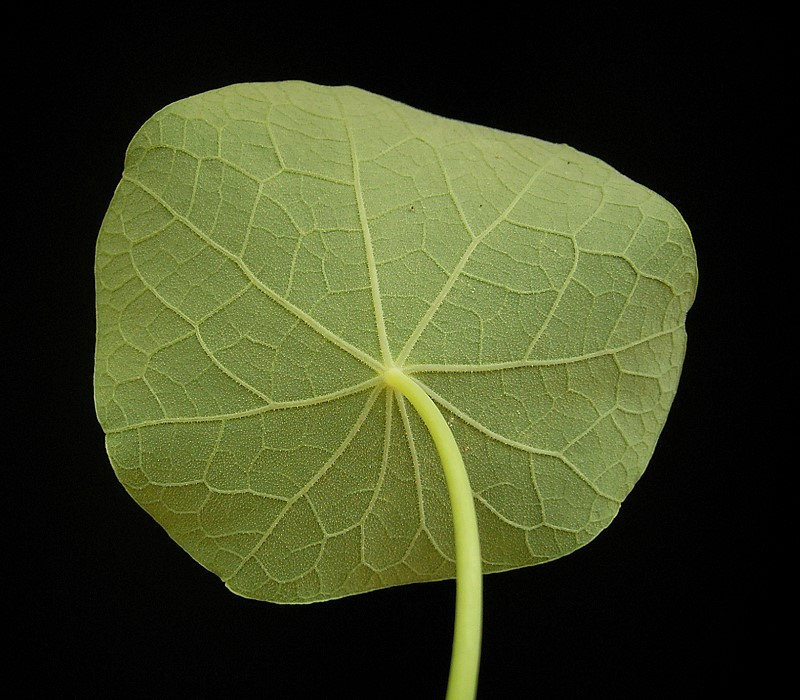
Onderkant blad
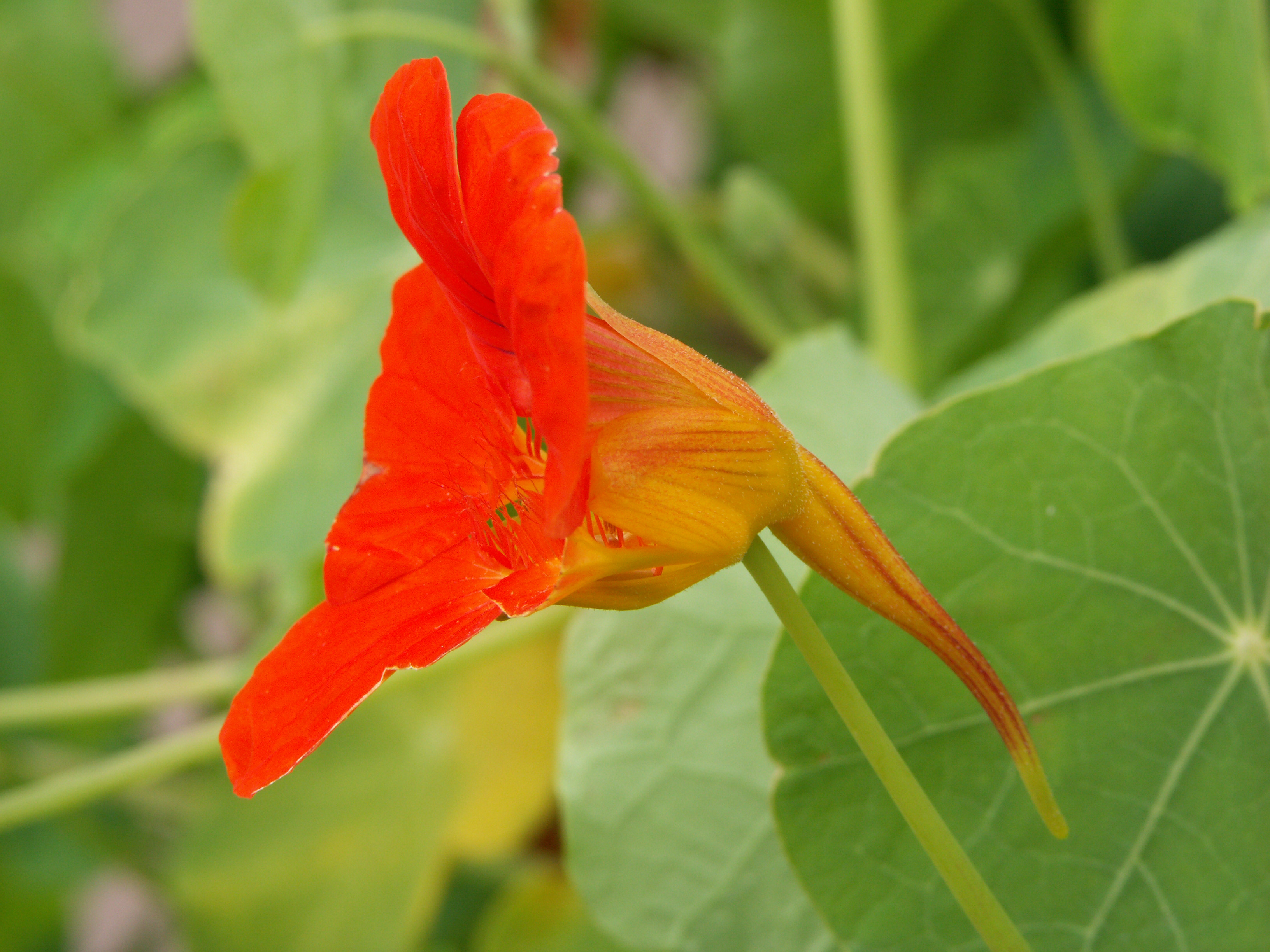
Bloem van opzij
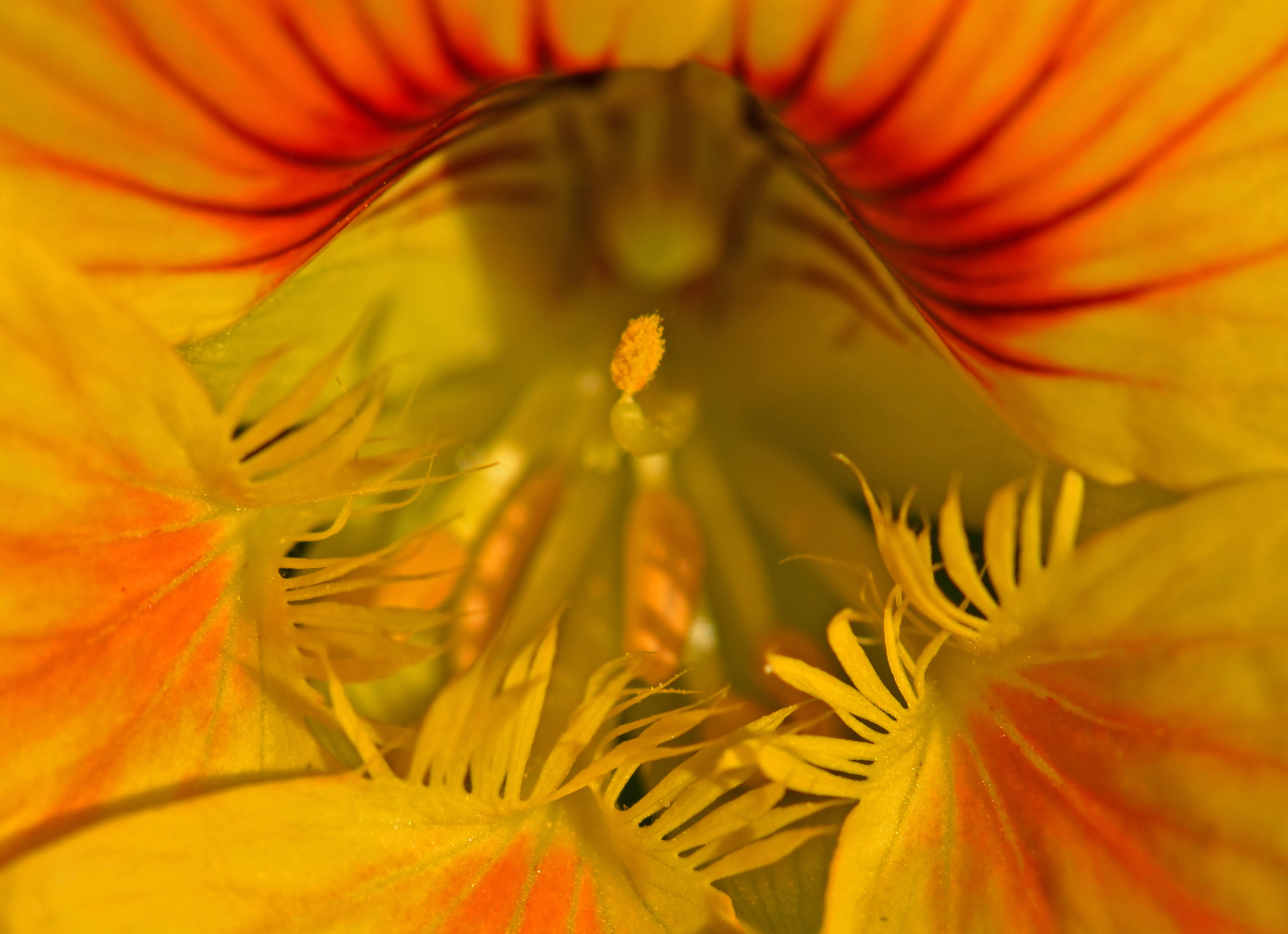
Detail bloem
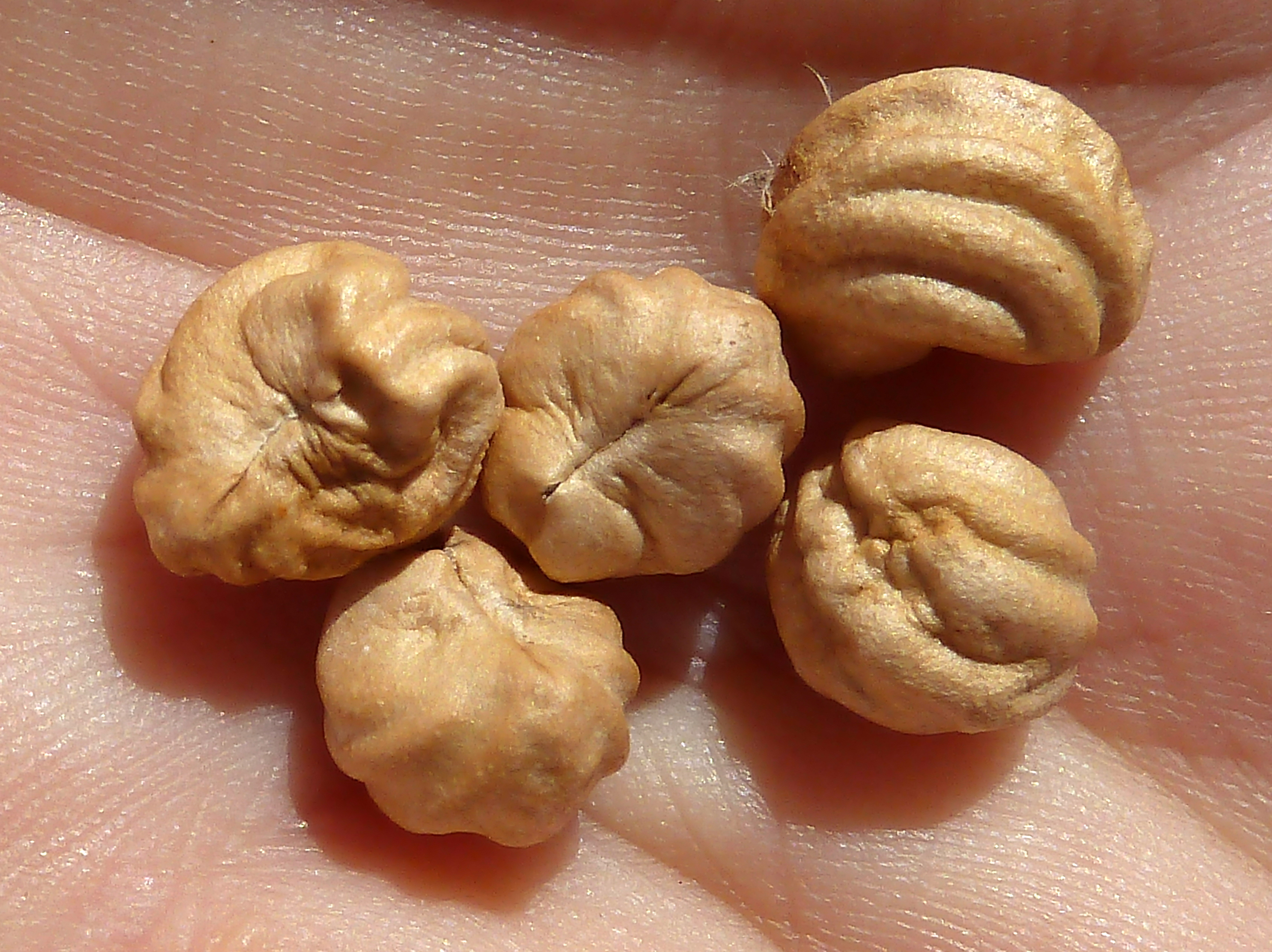
Gedroogd zaad
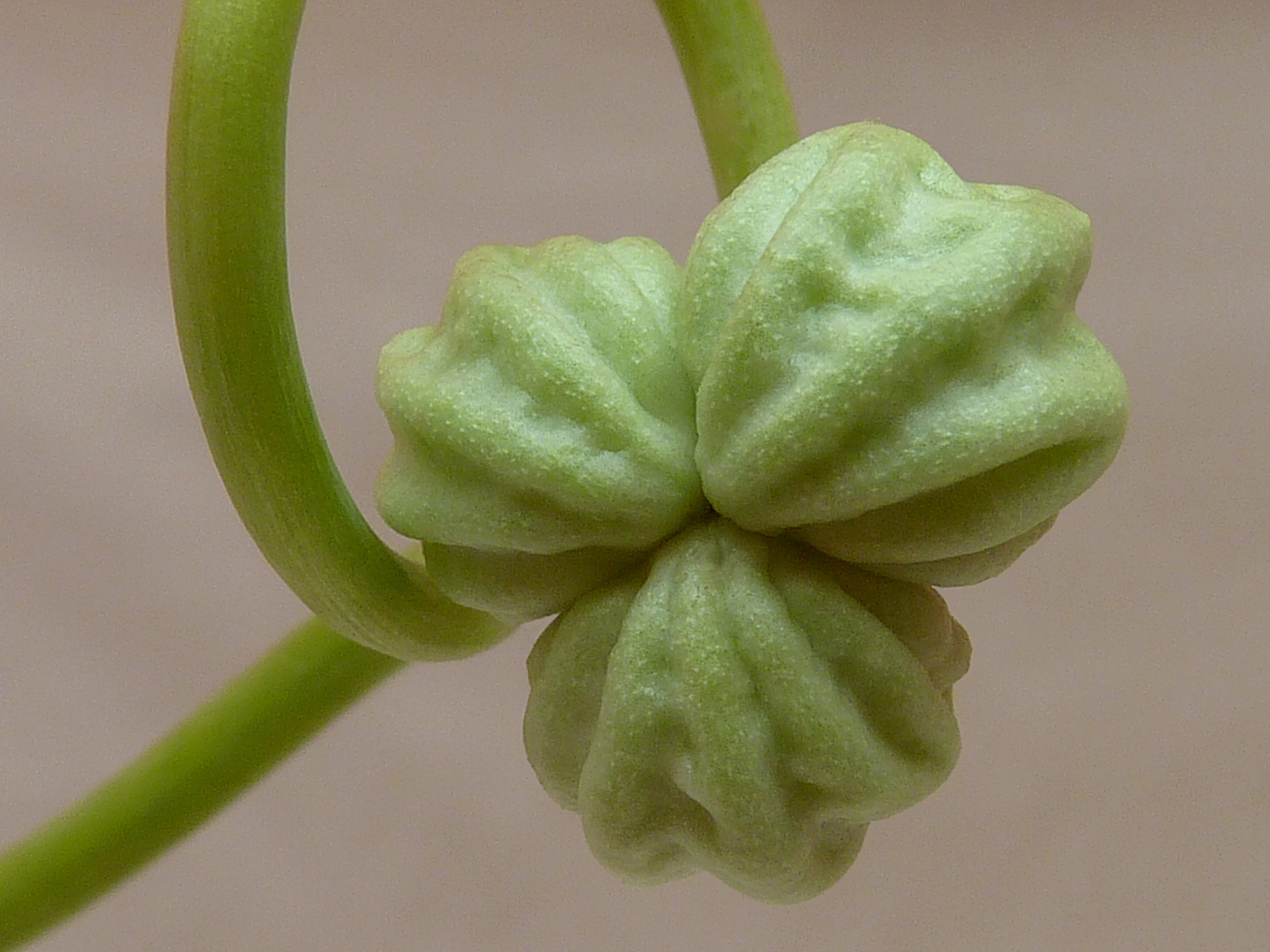
Zaad aan plant
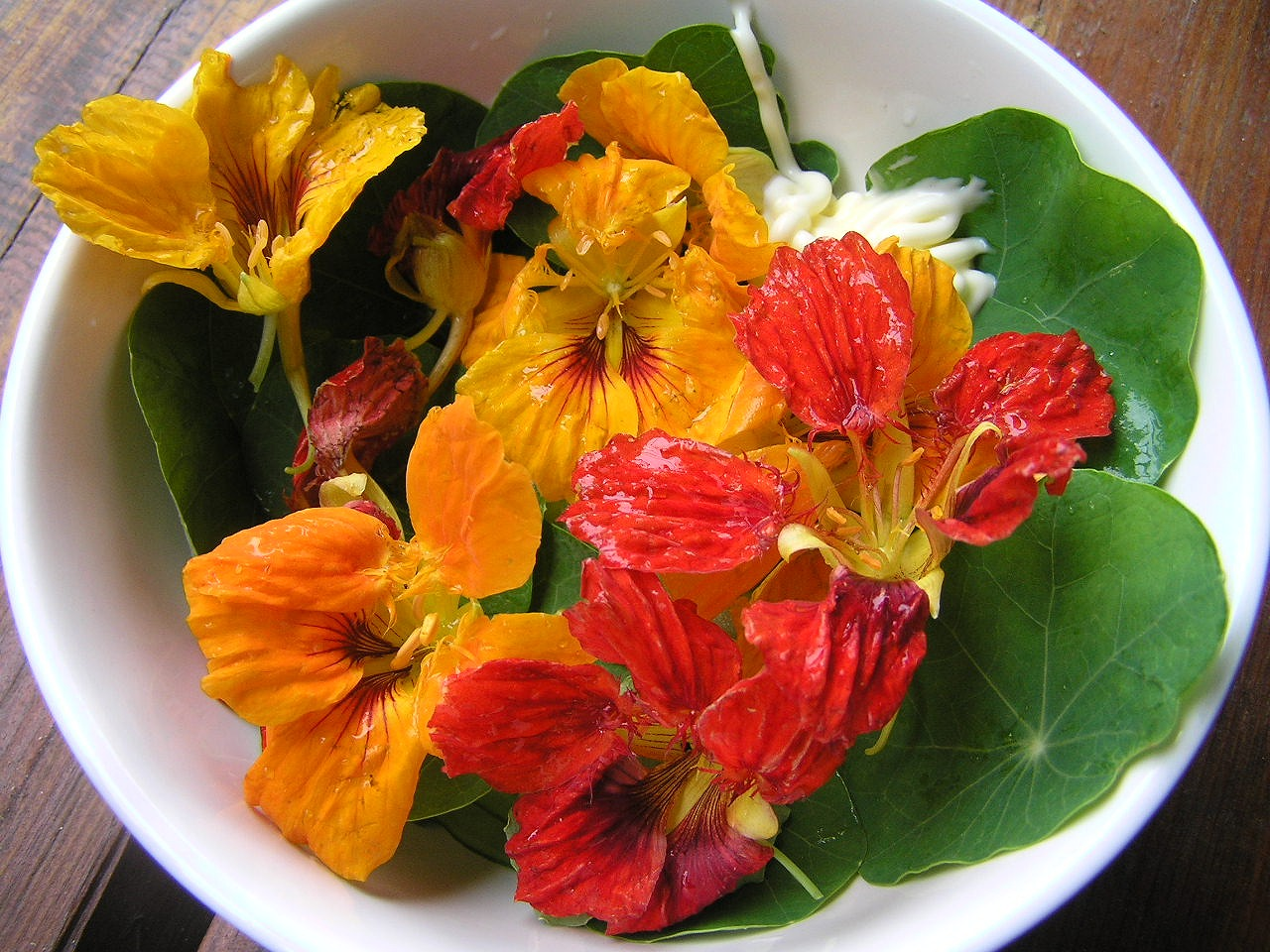
Salade